# 亨利·梅哲
亨利·梅哲（英語：Henry Simon Mazer，1918年7月21日—2002年8月1日），美國指揮家。出生於賓夕法尼亞州匹茲堡，師從弗里茲·萊納，曾任佛羅里達交響樂團指揮、匹茲堡交響樂團副指揮、芝加哥交響樂團副指揮。
1985年梅哲赴台灣籌組韶韻室內樂集，並擔任音樂總監。同年樂團改名為台北愛樂室內樂團，1991年擴編為台北愛樂室內及管弦樂團。梅哲自1986年起定居於台北，直到2002年過世為止。在他帶領下，台北愛樂成為台灣首屈一指的古典樂團，並在1993年赴維也納金色大廳舉行音樂會，寫下華人團體首次在該廳演出的紀錄。

## 生平
- 1918年，出生於美國賓夕法尼亞州工業大城匹茲堡。梅哲家的先祖是來自俄國的猶太人。父親山謬·梅哲是法庭的記錄員。
- 1938年，20歲，以學徒的身份拜入時任匹茲堡交響樂團（英语：Pittsburgh Symphony Orchestra）音樂總監的指揮家弗里茲·萊納門下。
- 1942年，24歲，入伍服役，參加第二次世界大戰，在第九軍團擔任吉普車駕駛員以及隨軍神父的風琴伴奏，也曾持槍參加戰鬥。
- 1944年，26歲，於荷蘭馬斯垂克指揮該國第一場光復音樂會，此亦為梅哲生涯首度正式指揮演出。
- 1945年，27歲，退伍，返回匹茲堡交響樂團擔任人事經理。
- 1947年，29歲，成為匹茲堡交響樂團以及萊納第一位正式發表之學徒指揮。
- 1948年，30歲，三月十六日，在匹茲堡市卡內基音樂廳首度指揮匹茲堡交響樂團整場音樂會；同年出任西維吉尼亞州維林交響樂團（英语：Wheeling Symphony Orchestra）音樂總監。
- 1950年，32歲，在維林與凱瑟琳女士（Kathryn Foulk）結婚，婚後育有一子一女。
- 1959年，41歲，出任佛羅里達交響樂團（英语：The Florida Orchestra）音樂總監。
- 1966年，48歲，出任匹茲堡交響樂團副指揮，輔佐史坦伯格。
- 1968年，50歲，在超過四千名觀眾前，指揮匹茲堡市每年十二月的傳統演出——韓德爾 《彌賽亞》，造成轟動。
- 1970年，52歲，一月，臨時接替生病的史坦伯格，指揮匹茲堡交響樂團在紐約卡內基音樂廳演出，深受好評；五月，辭去匹茲堡的職務，接受芝加哥交響樂團邀請出任該團副指揮，輔佐喬治·蕭提。
- 1974年，56歲，本年起，芝加哥交響樂團在梅哲規劃下進行自幼稚園至大學的一系列音樂教育計畫，以芝城南區（貧困落後區）為中心，透過音樂會、講座及音樂家到校授課等方式深入校園。
- 1976年，58歲，九月，受邀至蒙地卡羅，客席指揮國立歌劇院管弦樂團，音樂會前輕微心臟病發作，入院休養三週。
- 1978年，60歲，七月，在芝加哥市大公園（Grand Park）的國慶音樂會上，於十萬名現場觀眾前指揮芝加哥交響樂團。
- 1981年，63歲，六月，受台北市立交響樂團之邀請，首度訪問台灣擔任客席指揮。
- 1985年，67歲，六月，來台籌組韶韻室內樂集，並在七月四日於實踐堂首度公演。韶韻旋即在八月改組為台北愛樂室內樂團。
- 1986年，68歲，五月，自芝加哥交響樂團退休；由於梅哲對芝加哥音樂教育的貢獻，芝加哥市長Harold Washington特為頒獎表揚，並將該年五月二十四日訂為「亨利·梅哲日」；六月，接受高雄市政府邀請，將高雄市管弦樂團改組為高雄市交響樂團，出任指揮，定居台灣。
- 1987年，69歲，愛妻凱薩琳病逝於維林。
- 1989年，71歲，六月，辭去高市交指揮一職，移居台北。此後僅指揮台北愛樂演出。
- 1990年，72歲，台北愛樂受邀參加加拿大「維多利亞音樂節」，首度進行海外巡迴演出，在加拿大及美國舉辦七場音樂會。
- 1993年，75歲，六月，帶領台北愛樂進入名列世界五大音樂廳的維也納金色大廳舉行音樂會，寫下華人團體首次在該廳演出的紀錄。
- 1995年，77歲，十月，台北愛樂於另一座名列世界五大的波士頓交響音樂廳舉行音樂會。
- 2000年，82歲，十一月廿九日，在台北國家音樂廳指揮生涯最後一場音樂會「唐·吉軻德」。
- 2001年，83歲，二月，罹患梗塞性腦中風，入院數周後返家休養；九月，台北愛樂赴瑞典、芬蘭演出，梅哲因病未能成行。
- 2002年，84歲，五月，台北愛樂受邀參加捷克布拉格之春藝術節，假魯道夫音樂廳演出，代替梅哲完成赴布拉格演出之宿願；八月一日晚間十點十三分梅哲病逝於國泰醫院，享年八十四歲。

## 風格
梅哲在美國時期留下的錄音不多，目前只能根據報導與評論來推斷，知道他是典型的美式指揮，熱情奔放、灑脫不羈，同時偶爾會有過於浮誇的缺點。
他在台灣時期的音樂表現轉為深沈內斂一路，人文氣息極重，並且非常善於醞釀氣氛。其風格和華爾特、巴畢羅里、傑力畢達克等人可算是光譜上的相近色系，而又自成一家之言。梅哲的音樂在晚年愈加深化，雖然因為年事漸高而對樂團控制逐漸有些不從心，但意境越來越廣闊，感染力也更為強烈。
在指揮技巧上，梅哲承襲了老師萊納執簡御繁的風格，以極少的動作，乃至於只用眼神指揮樂團。當樂團演奏流暢時，他甚至會完全放手，「從旁欣賞」樂團的表現。長期跟隨梅哲學習指揮的林天吉說，梅哲指揮時給的不是「拍子」，而是該給什麼給什麼，並總是在樂團需要什麼樣的力量之前先給出來。「他常講有時候不打拍子比打了還好，因為用的是大家的意識，而不是你去掌控。」
樂評家陳國修形容：「梅哲先生的音樂美學著重流暢線條和探索作曲家原意，晚年則已臻世界指揮大師華爾特的人文精神與溫暖意境。」樂評家楊忠衡評論梅哲的音樂，有堂堂皇皇的音色，大開大闔的氣勢：「梅哲並不注重特別附加的情感，只是自然地讓樂曲內涵蘊藉和鋪陳出來，令人感受到五、六〇年代錄音黃金時期大師的遺風——既有音樂素養，又注重管弦樂發揮出來的華麗效果。」